# 古寺庙站
古寺庙站是位于中华人民共和国内蒙古自治区扎鲁特旗左寺庙的一个铁路车站，邮政编码29111。车站建于1980年，有通霍铁路经过该站，现已关闭，车站及上下行区间均已电气化。车站距离通辽站137公里，隶属沈阳铁路局，曾是五等站。